# Vikidia

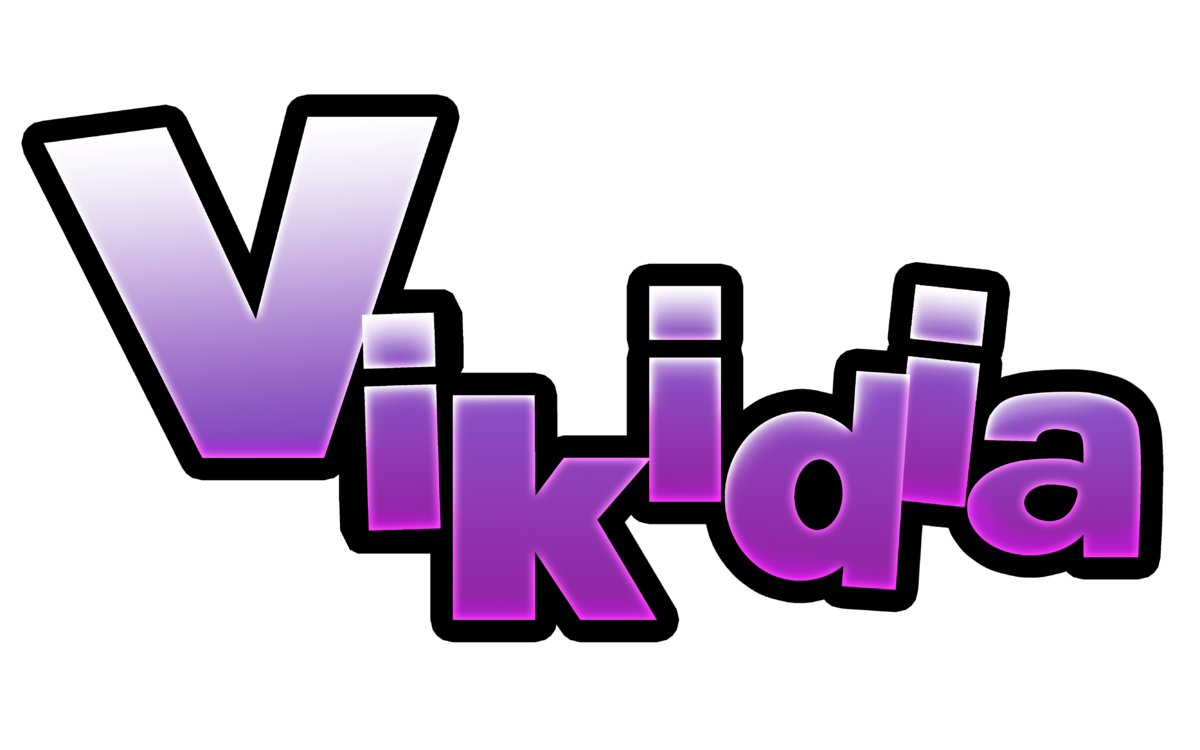
Het logo van Vikidia

Vikidia is een vrij beschikbare internetencyclopedie voor kinderen van 8 tot 13 jaar waarvan versies bestaan in het Frans, Spaans, Italiaans, Russisch, Engels, Catalaans, Baskisch en Siciliaans. Iedereen, ongeacht de leeftijd, kan eraan deelnemen.
Vikidia maakt gebruik van de MediaWiki-engine. De eerste, Franstalige, versie ging van start op 17 november 2006. De Spaanse volgde in 2008, de Italiaanse in 2011, de Russische in 2012, de Engelse in 2013 en de Catalaanse, Baskische en Siciliaanse in 2015.